# スロベニア語アルファベット
スロベニア語アルファベット(スロベニア語:slovenska abeceda,発音 [slɔˈʋèːnska abɛˈtséːda])はスロベニア語で使われる拡張されたラテンアルファベット。標準語ではわずかに修正された25文字のガイ式アルファベットを使う。

## 文字
| 文字  | 名前 | IPA           |
| ----- | ---- | ------------- |
| A, a  | a    | /a/           |
| B, b  | be   | /b/           |
| C, c  | ce   | /ts/          |
| Č, č  | če   | /tʃ/          |
| D, d  | de   | /d/           |
| E, e  | e    | /ɛ/, /e/, /ə/ |
| F, f  | ef   | /f/           |
| G, g  | ge   | /ɡ/           |
| H, h  | ha   | /x/           |
| I, i  | i    | /i/           |
| J, j  | je   | /j/           |
| K, k  | ka   | /k/           |
| L, l  | el   | /l/, /w/      |
| M, m  | em   | /m/           |
| N, n  | en   | /n/           |
| O, o  | o    | /ɔ/, /o/      |
| P, p  | pe   | /p/           |
| R, r  | er   | /r/           |
| S, s  | es   | /s/           |
| Š, š  | eš   | /ʃ/           |
| T, t  | te   | /t/           |
| U, u  | u    | /u/           |
| V, v, | ve   | /v/, /w/      |
| Z, z  | ze   | /z/           |
| Ž, ž  | že   | /ʒ/           |

Ć , Đ, Q, W, X, そしてY, Ä, Ë, Ö, Üは外来語にのみ使われる。

## 発音区別符号

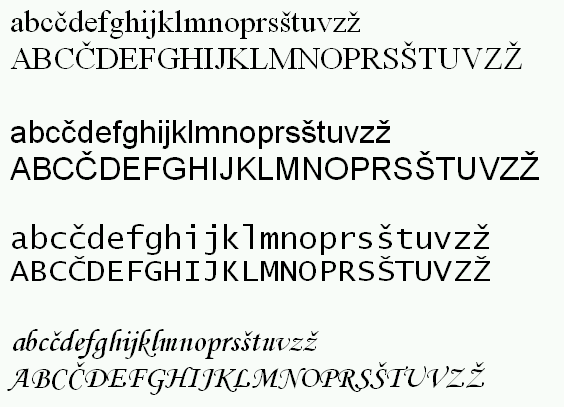
様々な書き方でのスロベニア語アルファベット (タイムズ・ニュー・ローマン, Arial, Lucida Console,Monotype Corsiva)

普通、書く時にはほかの符号はつけないが、例外として、音が似ている単語で意味を区別したい時などにはアクセント符号をつける。例えば、
- gòl (naked) | gól (goal)
- jêsen (ash (tree)) | jesén (autumn)
- kót (angle, corner) | kot (as, like)
- kózjak (goat's dung) | kozják (goat-shed)
- med (between) | méd (brass) | méd (honey)
- pól (pole) | pól (half (of)) | pôl (expresses a half an hour before the given hour)
- prècej (at once) | precéj (a great deal (of)))
- remí (draw) | rémi (rummy (- a card game))
- je (he/she is) | jé (he/she eats)

## 外来語
スロベニア語アルファベットには5つの母音と20個の子音があるが、q, w, x, y,ć, đは正書体からは除外されている。しかし、百科事典や辞書では独立した文字として扱われている。それは、他のスラブ系言語の固有名詞に含まれる転写できない文字を表すためにある。
さらに、öとüは方言を表すのに使われる。百科事典では
a, b, c, č, ć, d, đ, e, f, g, h, i, j, k, l, m, n, o, p, q, r, s, š, t, u, v, w, x, y, z, ž
の順に載せられている。
そのため、NewtonやNew YorkはNjutonやNjujorkのように翻訳されたりはせず(そうすると奇妙なスロベニア語になるため)、原語通りのスペルになる。しかし、軍隊ではそうはならず、また、いくつかの地名も転写されている。非ラテン語の他の名前は、他のヨーロッパ言語で使用されているのと同様の方法で翻字されるが、一部はスロベニア語に合うように改変される。

## コンピューター
スロベニア語の文章では中央,東ヨーロッパの言語に対応しているUTF-8、UTF-16、ISO/IEC 8859-2がよく使われる。126文字のASCIIではスロベニア語で書かれた以下のような例を見つけることができる。
a, b, c, *c, d, e, f, g, h, i, j, k, l, m, n, o, p, r, s, *s, t, u, v, z, *z
a, b, c, "c, d, e, f, g, h, i, j, k, l, m, n, o, p, r, s, "s, t, u, v, z, "z
a, b, c, c(, d, e, f, g, h, i, j, k, l, m, n, o, p, r, s, s(, t, u, v, z, z(
a, b, c, c^, d, e, f, g, h, i, j, k, l, m, n, o, p, r, s, s^, t, u, v, z, z^
a, b, c, cx, d, e, f, g, h, i, j, k, l, m, n, o, p, r, s, sx, t, u, v, z, zx
また、ISO/IEC 8859-1ではČ (č), Š (š), Ž (ž)をC~ (c~), S~ (s~), Z~ (z~)にしている。
DOSやMicrosoft Windowsでは慣例としてそれぞれスロベニア語アルファベットに対応している。
TeXでの表記法は č, š,žを\v c, \v s, \v z, \v{c}, \v{s}, \v{z}としている。そのマクロバージョンでは "c, "s,"zとしている。